# Jordløse Sogn
 Ikke at forveksle med Jorløse Sogn.
Jordløse Sogn er et sogn i Assens Provsti (Fyens Stift).
I 1800-tallet var Håstrup Sogn anneks til Jordløse Sogn. Begge sogne hørte til Sallinge Herred i Svendborg Amt. Jordløse-Håstrup sognekommune blev senere delt, så hvert sogn dannede sin egen sognekommune. Ved kommunalreformen i 1970 blev Jordløse indlemmet i Haarby Kommune, der ved strukturreformen i 2007 indgik i Assens Kommune. Og Håstrup blev indlemmet i Faaborg Kommune, der ved strukturreformen indgik i Faaborg-Midtfyn Kommune.
I Jordløse Sogn ligger Jordløse Kirke.
I sognet findes følgende autoriserede stednavne:
- Damsbo (ejerlav, landbrugsejendom)
- Dorthealund (bebyggelse - i Folketællingen i 1834 dog navnet på en landbrugsejendom)
- Holmene (bebyggelse)
- Jordløse (bebyggelse, ejerlav)
- Skovmarken (bebyggelse)
- Smuttehaver (areal)
- Søbo (ejerlav, landbrugsejendom)
- Søbo Løkker (bebyggelse)
- Tjærehaver (areal)
- Trunderup (bebyggelse, ejerlav)
- Trunderup Hælde (bebyggelse)